# Барсум, Жоржетта
Жоржетта Барсум (ассир. ܓܘܪܓܝܬ ܒܪܨܘܡ, араб. جُورْجِيت بَرْصُوم) — ассирийская правозащитница и феминистская активистка. Занимаясь организацией феминистской борьбы в Автономной администрации Северной и Восточной Сирии (Рожаве), в частности, в качестве координатора конфедерации женских организаций «Конгрейя Стар», она была избрана президентом (председателем) Союза сириакских женщин в апреле 2024 года.

## Биография
В 2012 году, присутствуя на показе фильма о геноциде армян, концентрировавшегося на татуировании турками армянских женщин, захваченных или изнасилованых во время трагических событий, она посетовала, что лента слишком мало говорила о самой резне. В 2014 году Барсум отправилась в столицу Египта Каир, чтобы провести акцию протеста перед зданием руководства Коптской православной церкви. Её возмутило, что новый патриарх Тавадрос II, как и его предшественник Шенуда III, выступал против расширения прав коптских женщин, особенно в отношении семейного положения и возможности развода.
Участвуя в борьбе Автономной администрации Северной и Восточной Сирии, особенно в феминистских движениях в этом регионе, она организовывала семинары, посвященные расширению демократического участия женщин, независимо от их этнической принадлежности или религии. Кроме того, она приобщалась к усилиям по содействию межрелигиозному взаимопониманию в Рожаве, в частности, председательствуя на конференции, посвящённой истории религий в Месопотамии. В борьбе с Исламским государством (ИГИЛ) она заявила о своей поддержке вклада в неё Отрядов народной самообороны (YPG) и Женских отрядов самообороны (YPJ).
Первоначально являясь организатором местного отделения Союза сириакских женщин в Эль-Камышлы, Барсум выступала против турецкой оккупации Сирии и призывала к сопротивлению режиму Реджепа Тайипа Эрдогана. После убийства курдского политической деятельницы Хеврин Халаф турецкими войсками она призвала к международному расследованию обстоятельств убийства и нападений в более широком смысле, которым подвергались женщины в условиях турецкой оккупации.
Барсум интересуется историей ассирийского народа, а также геноцидом ассирийцев и армян, осуществлённым Османской империей в 1915 году. Для неё созданное курдами самоуправление Рожавы является полезной инициативой по продвижению прав женщин на Ближнем Востоке. Наряду со своими обязательствами в Союзе сириакских женщин она также является координатором «Конгрейя Стар» («Конгресса звезды»). Барсум стала первой феминисткой из Сирии, посетившей Международную конференцию по положению женщин в 2022 году, которая прошла в Базеле. Деятельность её и других сирийских феминисток получили высокую оценку на этой конференции.
В апреле 2024 года Барсум была избрана главой Союза сириакских женщин. В том же году она высказалась в поддержку революции, проводимой в регионе, и выразила гордость за проделанную работу.